# Горьковский сельсовет (Башкортостан)
Горьковский сельсовет — сельское поселение в Кушнаренковском районе Башкортостана.
Административный центр — село Иликово.

## История
Статус и границы сельского поселения установлены Законом Республики Башкортостан от 17 декабря 2004 года № 126-З «О границах, статусе и административных центрах муниципальных образований в Республике Башкортостан».

## Население
| 2002 | 2009  | 2010  | 2012  | 2013  | 2014  | 2015  |
| ---- | ----- | ----- | ----- | ----- | ----- | ----- |
| 1413 | ↘1396 | ↘1142 | ↘1102 | ↘1085 | ↘1059 | ↘1015 |
| 2016 | 2017  | 2018  |       |       |       |       |
| ↘999 | ↘977  | ↘952  |       |       |       |       |

## Состав сельского поселения
| № | Населённый пункт | Тип населённого пункта       | Население |
| - | ---------------- | ---------------------------- | --------- |
| 1 | Иликово          | село, административный центр | ↘541      |
| 2 | Саитово          | деревня                      | ↘257      |
| 3 | Гумерово         | деревня                      | ↘184      |
| 4 | Кызылкупер       | деревня                      | ↘82       |
| 5 | Марс             | деревня                      | ↘78       |